# پیراستام
پیراستام (به انگلیسی: Piracetam) از جمله داروهای اعصاب مرکزی است که به شکل قرص و شربت استفاده می‌شود.
پیراستام دارویی است که برای درمان میوکلونوس و تقویت کننده شناختی به بازار عرضه می شود. شواهدی مبنی بر پشتیبانی از استفاده از آن مشخص نیست،  برخی از مطالعات نشان می‌دهد که فواید متوسطی در جمعیت‌های خاص دارد و برخی دیگر مزایای حداقلی یا بدون آن را نشان می‌دهند.پیراستام به عنوان یک دارو در بسیاری از کشورهای اروپایی فروخته می شود. فروش پیراستام در ایالات متحده غیرقانونی نیست، اگرچه توسط سازمان غذا و دارو (آمریکا) تنظیم و تأیید نشده است، بنابراین باید به عنوان یک مکمل غذایی به بازار عرضه شود.
پیراستام در گروه راستام ها با نام شیمیایی 2-oxo-1-pyrrolidine acetamide قرار دارد. این یک مشتق از انتقال دهنده عصبی گابا  است و ساختار پایه 2-oxo-pyrrolidone مشابه با اسید پیروگلوتامیک دارد. پیراستام یک مشتق حلقوی گابا (گاما آمینوبوتیریک اسید) است. داروهای مرتبط شامل داروهای ضد تشنج لوتیراستام و بریواراستام و نوتروپیک های احتمالی آنیراستام و فنیل پیراستام هستند.

## موارد مصرف
پیراستام در آلزایمر و اسکیزوفرنی و اختلالات عروقی مغزی مصرف می‌شود. از این دارو به عنوان عامل کمکی در درمان صرع میوکلونیک (با منشاء قشر مخ) در بزرگسالان، بهبود عوارض ترک الکل و بهبود حافظه و یادگیری بکار می‌رود.این دارو از مشتقات ریستام‌ها می‌باشد .
این دارو از طرف FDA برای هیچ بیماری تایید نشده‌است لذا در بازار دارویی به عنوان مکمل بفروش میرسد.

## مکانیسم اثر
پیراستام یکی از مشتقات GABA است. مکانیسم اثر این دارو مثل سایر داروهای گروه راستام‌ها هنوز کاملاً مشخص نیست.این دارو عملکرد نوروترانسمیتر استیل کولین را بر روی گیرنده‌های موسکارینی تقویت می‌کند. که نقش پیچیده ای در حافظه دارد.بعلاوه پیراستام بر روی گیرنده NMDA گلوتامات تأثیر می گذارد که این گیرنده بر روی حافظه و یادگیری مؤثر است.عقیده بر این است که پیراستام باعث افزایش نفوذپذیری غشای سلولی می‌شود دارای اثرات تحریک مغز و محافظ قشر مغز در برابر کمبود اکسیژن است.

## عوارض جانبی
پیراستام به خودی خود عوارض جانبی محدودی دارد.این عوارض عمدتاً خفیف و از لحاظ فراوانی کم رخ می‌دهد. در مطالعه ای که انجام گرفت 12هفته با دوز بالا پیراستام به گروه مورد داده شد و در مقایسه با گروه شاهد که دارونما دریافت کرده بودند عوارض شایان توجهی دیده نشد عوارض شامل
دستگاه عصبی: بی‌قراری، تشنج، سردرد، سرگیجه حقیقی، خواب آلودگی، منگی و گیجی، بروز اختلالات کم توجهی، پرتحرکی و عدم تمرکز در کودکان.
گوارشی: تهوع، استفراغ، اسهال، درد شکم، یبوست، بی‌اشتهایی